# Héctor Rangel
Héctor Hugo Rangel Zamarron (Saltillo, 29 augustus 1980) is een Mexicaans wielrenner. In 2012 werd hij namens Mexico 39e in de wegwedstrijd op de Olympische Zomerspelen.

## Overwinningen
2006
1e etappe Ronde van Sonora
2011
1e, 3e en 5e etappe Ronde van Bolivia
2012
5e etappe Ronde van Mexico
1e etappe Ronde van Guatemala
2013
3e, 4e en 5e etappe Ruta del Centro

## Resultaten in voornaamste wedstrijden
| Jaar |  | WK op de weg |
| ---- |  | ------------ |
| 2013 |  | opgave       |

## Ploegen
- 2006- Tecos de la Universidad Autónoma de Guadalajara
- 2007- Tecos de la Universidad Autónoma de Guadalajara